# USA:s folkräkning 1930
USA:s folkräkning 1930 (engelska: 1930 United States census) var den femtonde folkräkningen i USA:s historia. Folkräkningen registrerade 122 775 046 invånare.